# پیاسکی هلیکاپتر
پیاسکی هلیکاپتر (به انگلیسی: Piasecki Helicopter Corporation) یک شرکت بالگردسازی در فیلادلفیا در دهه ۴۰ و ۵۰ میلادی بود. بنیانگذار و مهندس ارشد این شرکت فرانک پیاسکی بود که در سال ۱۹۵۶ شرکت را به خانواده راکفلر فروخت. راکفلرها در سال ۱۹۵۳ او را از شرکت اخراج کردند و او تصمیم گرفت شرکت مستقل خود را بازگشایی کند و آن را هواگردسازی پیاسکی نامید. پس از جدا شدن فرانک پیاسکی، راکفلرها دیگر علاقه‌ای به نگهداشتن نام خانوادگی پیاسکی بر روی شرکتشان نداشتند و در سال ۱۹۵۶ نام «پیاسکی هلیکاپترز» را به شرکت وِرتول تغییر دادند. درنهایت شرکت وِرتول نیز توسط شرکت ثروتمند بوئینگ در سال ۱۹۶۰ خریداری شد و میراث آن به دست شرکت بوئینگ رسید و نام آن به «بوئینگ وِرتول» تغییر یافت که حاصل این انتقال فناوری، ساخت محصولات شرکت سامانه‌های بالگردی بوئینگ شد.

## تاریخچه صنعتی

### پی‌وی-۱
شرکت در سال ۱۹۴۰ به‌دست «فرانک پیاسکی» و شاگرد او «هارولد ونیز» بنیان نهاده شد و آن را «انجمن مهندسی پی‌وی» نام نهادند و پروژه‌هایی را به نام PV آغاز کردند. پی‌وی کوتاه‌شدهٔ عبارت پیاسکی-ونیز بود. چهار مهندس دیگر نیز با نام‌های اف‌جی کُسلُسکی، دونالد مِیرز، الیوت دلند و والتر شوارتز در این گروه مهندسی عضو بودند. نخستین طراحی این شرکت بالگرد پی‌وی-۱ نام داشت که فقط در حد یک طرح باقی ماند. بالگرد پی‌وی-۱ یک دُم مخروطی‌شکل بدون ملخ داشت که نیروی ضدگشتاور را بوسیله یک فن دمنده از راه مجرا به ناحیه دُم منتقل کرده و به یک سو منتقل می‌کرد. با وجود اینکه این طرح بسیار علمی و نوآورانه بود، ولی از مشکلات این دُم این بود که مجرای خروجی هوا کاملاً ثابت بود و در آن زمان ریسک این پروژه را بالا ارزیابی کردند. بی‌حرکت بودن دُم باعث می‌شد که توان مانور دادن برای بالگرد فراهم نشود؛ ولی این ایده امروزه در فناوری فن‌دم به‌کار می‌رود که دارای سامانه‌های حرکتی نیز هست و در بالگردهای ام دی وجود دارد. مهندس ونیز در سال ۱۹۴۳ این شرکت را ترک کرد.

### پی‌وی-۲
پی‌وی-۲ یک بالگرد معمولی بود که پس از ووت-سیکورسکی وی‌اس-۳۰۰، دومین بالگردی بود که در ایالات متحده آمریکا پرواز کرد. با اینکه طراح آن فرانک پیاسکی مهارت کمی در خلبانی داشت ولی تصمیم گرفت که خودش بعنوان خلبان آزمایشی برای نخستین بار با آن پرواز کند. بالگرد با کابل به زمین متصل شد تا درصورت بروز خطا، بیش از حد از زمین فاصله نگیرد و منجر به کشته شدن پیاسکی نشود. روز آزمایش بالگرد از زمین بلند شده و کابل را پاره کرد ولی حادثه‌ای رخ نداد. پس از مطمئن شدن از توانایی پرواز پی‌وی-۲، فرانک پیاسکی بالگرد را پشت خودروی شخصی خود گذاشت و در اکتبر ۱۹۴۳ به واشینگتن، دی.سی. برد تا به مقامات پنتاگون نشان دهد. از کارخانه پیاسکی تا واشینگتن دی.سی. ۲۰۰ کیلومتر فاصله بود؛ ولی دلیل حمل بالگرد با خودرو این بود که روتور بالگرد دارای بالبرینگ نبوده و تنها ۱۰ تا ۱۵ دقیقه توانایی پرواز داشت و درصورت پرواز بیش از این زمان، محور ذوب می‌شد و ملخ به یک سو گرایش پیدا کرده و بالگرد را متلاشی می‌کرد. از این رو پس از هر ۱۰ دقیقه یک استراحت به بالگرد داده می‌شد تا روتور آن خنک شود. در هنگام نمایش در واشینگتن دی.سی. مقامات از او گواهینامهٔ خلبانی خواستند و پیاسکی اعتراف کرد که گواهینامه ندارد ولی خودش نمایش را اجراء کرد. در همان سال پیاسکی برای دریافت گواهینامه خلبانی غیرنظامی نام‌نویسی کرد.

### پی‌وی-۳ و طراحی دوملخ
با موفقیت در نمایش پی‌وی-۲ در پنتاگون، فرانک پیاسکی توانست ارتش آمریکا را قانع کند تا قراردادی با شرکت او در رابطه با طرح جدیدش پیاسکی پی‌وی-۳ ببندند. قرارداد در سال ۱۹۴۴ بسته شد و دوران جدید ارتش آمریکا با به‌کارگیری نخستین بالگرد دوپروانه آغاز شد. پی‌وی-۳ نخستین بالگرد دوپروانه جهان لقب گرفت و در سال ۱۹۴۵ نخستین پرواز خود را انجام داد. پنتاگون این پروژه را ایکس‌هارپ‌ایکس (XHRP-X) نام نهاد. این بالگرد بسیار نیرومندتر از بالگردهای شرکت سیکورسکی در زمان خود بود.
طرح پی‌وی-۳ بسیار خیره کننده بود و شرکت پی‌وی به دلیل کمبود بودجه با مشکل مالی برای پیشبرد اهداف روبرو بود. از این رو لارنس راکفلر که به اهمیت این بالگرد پی برده بود، با همکاری «الکسیس فلیکس دوپان» با خریدن ۵۱درصد از سهام شرکت پی‌وی به ارزش ۵۰۰۰۰۰ دلار آمریکا، نام شرکت را به پیاسکی هلیکاپتر تغییر دادند. پس از ساخت دو فروند پیش‌نمونه، بالگرد وارد خط تولید شد و با نام پیاسکی اچ‌آرپی رسکیوئر در سال ۱۹۴۷ با سرمایه هنگفت خاندان راکفلر وارد خط تولید شد. به دلیل شکل خمیده بدنهٔ این بالگرد، به آن لقب موز پرنده را دادند و تیم امداد و نجات گارد ساحلی ایالات متحده آمریکا بالگردهای خود را به رنگ زرد موزی رنگ‌آمیزی کرد. از آن پس، این لقب برای محصولات خمیده پیاسکی ازجمله پیاسکی اچ-۲۱ نیز باقی ماند. تولید اچ‌آرپی-۱ به نمونه بهبودیافته به نام اچ‌آرپی-۲ ختم شد که در آن صندلی‌های پهلوی هم نصب کردند ولی این مدل از قدرت بالایی برخوردار نبود و تنها ۵ فروند از آن تولید شد. در سال ۱۹۴۹ شرکت پیاسکی مدل پیاسکی پی‌وی-۲۲ را تولید کرد که نسخه بهبود یافته از اچ‌پی‌آر-۲ بود که دارای یک موتور «رایت ۱۸۲۰ سایکلون» به قدرت ۱۴۰۰ اسب بخار بود و به نیروی هوایی ایالات متحده آمریکا پیوست. بالگردهای دوپروانهٔ پیاسکی سقف پروازی بالاتری نسبت به بالگردهای تک‌پروانه داشتند و همچنین سواری آنها نرم‌تر بود. شرکت با بهره‌گیری از دانش بدست آماده از سه محصول اولیه‌اش، پروژه‌ای با نام پی‌وی-۱۴ آغاز کرد که درنهایت پس از رفع مشکلاتش با نام پیاسکی پی‌وی-۱۸ معرفی شد و اولین نمونه بود که نیروی زمینی و دریایی آمریکا به‌طور مشترک آن را به خدمت گرفتند. تا سال ۱۹۵۹ شرکت پیاسکی بیش از ۱۰۰۰ بالگرد دوپروانه فروخت.

## کناره‌گیری پیاسکی از شرکت
در سال ۱۹۵۳ درحالی که فرانک پیاسکی رئیس هیئت مدیره شرکت بود، مالکین شرکت (راکفلرها) شخصی به نام «دان برلین» را مدیرعامل کردند.
پیاسکی ایده‌های رؤیایی و جدیدی در سر داشت که موجب شد مالکان شرکت، به دلیل ریسک و هزینه‌بردار بودن طراح‌های او، باور خود را به توانایی‌های فرانک پیاسکی از دست بدهند. ایده‌های پیاسکی برای جایگزین کردن بالگردهای معمولی با یک طرح موسوم به Vertol باعث شد که او با خانواده راکفلر نزاع کند. از این رو مالکین او را از شرکت اخراج کردند و پیاسکی تصمیم گرفت شرکت خودش را بنیانگذاری کند و طرح‌هایش را در آنجا دنبال کند که آن را هواگردسازی پیاسکی نامید. او در سال ۱۹۵۵ این شرکت را بنیان نهاد. شرکت جدید نیز در سال ۱۹۶۰ توسط بوئینگ خریداری شد و فرانک پیاسکی ثروت خوبی از این راه کسب کرد. این شرکت امروزه با نام سامانه‌های بالگردی بوئینگ شناخته می‌شود.

## محصولات پیاسکی هلیکاپتر
| نام مدل        | نخستین پرواز | شمار ساخته شده | کاربری                            |
| -------------- | ------------ | -------------- | --------------------------------- |
| پیاسکی پی‌وی-۱  | هرگز         | ۰              | طرح بالگرد روی کاغذ               |
| پیاسکی پی‌وی-۲  | ۱۹۴۳         | ۱              | بالگرد تک‌پروانه تک‌موتوره پیستونی  |
| پیاسکی پی‌وی-۳  | ۱۹۴۵         | ۲۸             | بالگرد دوپروانه با موتور پیستونی  |
| پیاسکی پی‌وی-۱۵ | ۱۹۵۳         | ۲              | بالگرد دوپروانه با موتور توربوشفت |
| پیاسکی پی‌وی-۱۸ | ۱۹۴۸         | ۳۳۹            | بالگرد دوپروانه با موتور پیستونی  |
| پیاسکی پی‌وی-۲۲ | ۱۹۵۲         | ۷۰۷            | بالگرد دوپروانه با موتور پیستونی  |
| ورتول وی‌زی-۲   | ۱۹۵۷         | ۱              | هواگرد دوموتوره تیلت‌روتور آزمایشی |